# Liste der Hafsiden-Herrscher
Die Herrscher der Hafsiden-Dynastie im heutigen Tunesien (1236 – 1570)
| Abu Zakariyya Yahya I.            | 1236 – 1249                                  |
| Muhammad I. al-Mustansir          | 1249 – 1277                                  |
| Yahya II. al-Watiq                | 1277 – 1279                                  |
| Abu Ishaq Ibrahim I.              | 1279 – 1283                                  |
| Abd al-Aziz I.                    | 1283                                         |
| Ibn Abi Umara                     | 1283 – 1284                                  |
| Abu Hafs Umar I.                  | 1284 – 1294                                  |
| Yahya III.                        | 1294 – 1301 (gemeinsame Herrschaft)          |
| Muhammad II.                      | 1294 – 1309 (bis 1301 gemeinsame Herrschaft) |
| Abu Bakr I.                       | 1309                                         |
| Chalid I.                         | 1309 – 1311                                  |
| Zakariyah I.                      | 1311 – 1317                                  |
| Abu Darba                         | 1317 – 1318                                  |
| Abu Bakr II.                      | 1318 – 1346                                  |
| Muhammad III.                     | 1318 – 1346                                  |
| Umar II.                          | 1346 – 1348                                  |
| Herrschaft Marokkos 1348          |                                              |
| Ahmad I.                          | 1348 – 1350                                  |
| Ishaq II.                         | 1350 – 1356                                  |
| Herrschaft Marokkos 1356          |                                              |
| Ishaq II.                         | 1356 – 1368                                  |
| Chalid II.                        | 1368 – 1370                                  |
| Abu l-Abbas Ahmad II.             | 1370 – 1394                                  |
| Abd al-Aziz II.                   | 1394 – 1434                                  |
| Muhammad IV.                      | 1434 – 1435                                  |
| Uthman                            | 1435 – 1487                                  |
| Yahya III.                        | 1487 – 1488                                  |
| Zakariyah II.                     | 1488 – 1493                                  |
| Muhammad V.                       | 1493 – 1526                                  |
| Al Hassan                         | 1526 – 1534                                  |
| Osmanische Herrschaft 1534 – 1535 |                                              |
| Herrschaft Siziliens 1535 – 1539  |                                              |
| Al Hassan                         | 1539 – 1543                                  |
| Ahmad III.                        | 1543 – 1570                                  |
| Mulai Muhammad                    | 1570 – 1574                                  |

1570 wurde das Herrschaftsgebiet von den Osmanen in Besitz genommen